# ماروآدابو
ماروآدابو (به لاتین: Maroadabo) یک منطقهٔ مسکونی در ماداگاسکار است که در آندیلامنا واقع شده‌است. ماروآدابو ۴٬۰۰۰ نفر جمعیت دارد و ۶۲۶ متر بالاتر از سطح دریا واقع شده‌است.